# Grouper Production
Grouper Production (ハタプロダクション) est un studio d'animation japonais.

## Filmographie
Source : Anime News Network 

### Cinéma
- Super Mario Bros. : Peach-Hime Kyushutsu Dai Sakusen! : Production

### Séries télévisées
- Ping Pong Club : Animation
- Yosei dikku : Production